# Den store tyrkiske krig
Den store tyrkiske krig var en serie af væbnede konflikter i perioden 1683-1699 mellem Det osmanniske rige på den ene side og en koalition af en række europæiske lande, herunder blandt andet Det tysk-romerske kejserrige, Zar-rusland, Den polsk-litauiske realunion, Det kosakkiske hetmanat, Republikken Venedig, Kongeriget Ungarn, Kongeriget Kroatien og Det spanske rige på den anden side. Krigen var en katastrofe for osmannerne, der aldrig genvandt deres position som stormagt.